# 아시아 태평양 활동 회의

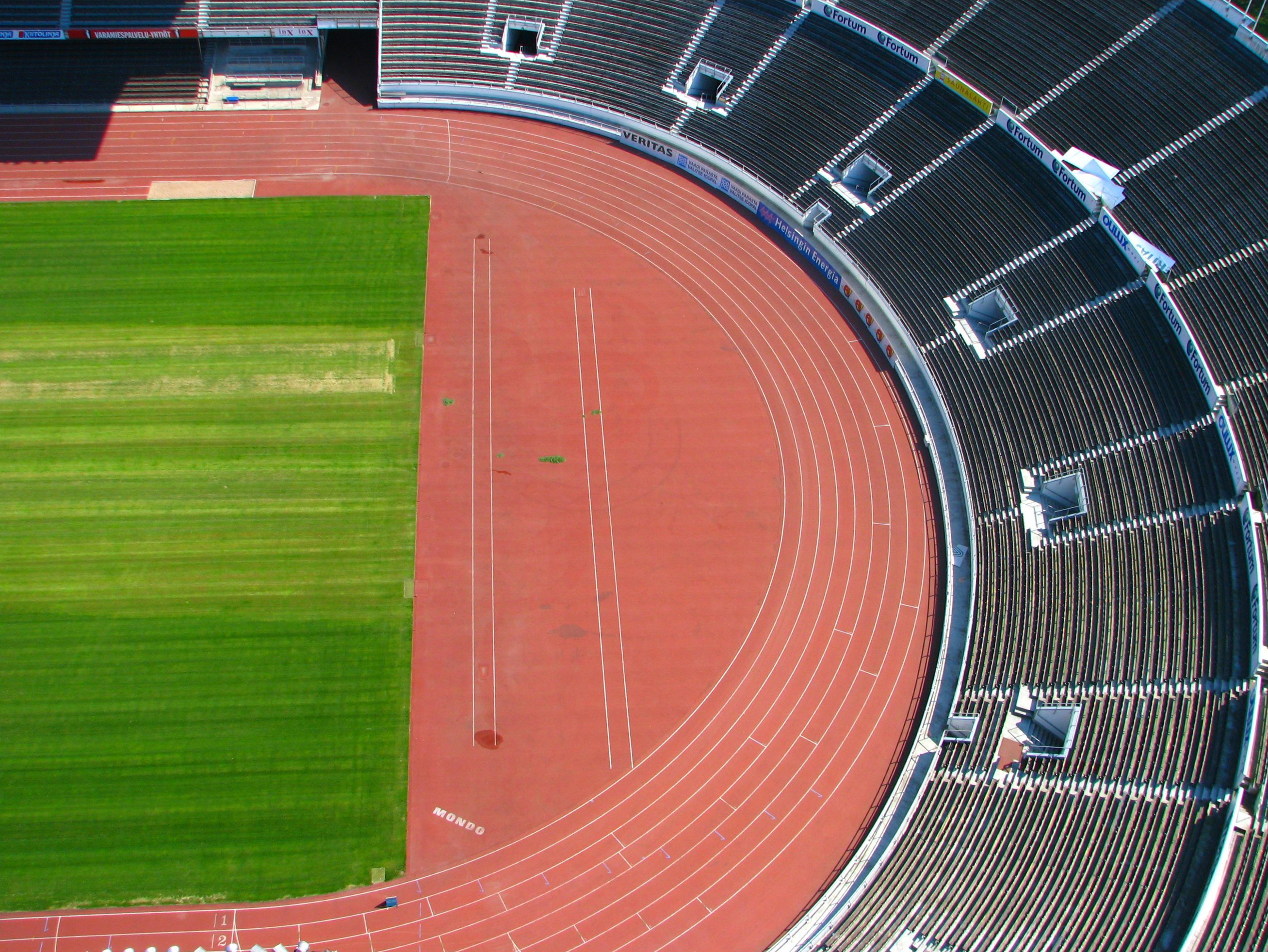
APAC 스포츠: 농구, 야구, 축구, 배구, 테니스, 배트민턴, 수영, 소프트볼, 오케스트라, 드라마, 댄스, 영화

아시아 태평양 활동 회의(Asia Pacific Activities Conference, APAC)는 환태평에 있는 국제 적인 학교의 운동과 미술 방과후 활동 프로그램이다. APAC는 1995년부터 “재미있고, 다양한 방과후 활동 프로그램”을 제공하기 위해서 시작했다. APAC이벤트는17년동안 중국, 홍콩, 일본, 한국, 베트남, 그리고 필리핀에서 있었다. 해마다 아시아와 환태평양주에 있는 여러 학교에서 APAC을 주최한다. 그래서 아시아 내의 국제학교 학생들이 여행을 가면서 운동과 미술에 관한 경쟁을 할 뿐만 아니라 다른 나라와 문화를 경험을 할 수 있다.

## 역사
APAC은 1995에 Association of the Board of International Schools에 의해 설립되었다. 일본에 있는 “Kansai League”부터 시작했다. 처음에는 오사카] 국제 학교와 고베 캐나다 국제학교만 참가하다가 중국, 한국, 그리고 필리핀에 있는 학교들도 참가하게 되었다. 나중에, 다른 나라들도 참가할 수 있게 되었다. APAC 이벤트는 문화 교류에도 굉장히 좋은 기회이기 때문에 많은 인기를 얻게 되었다.

## 참가하는 학교

### 등록 학교
APAC에서 참가하는 학교들은 1년동안 (8월-6월) 운동, 미술, 그리고 음악에 대한 활동을 통해 경쟁을 한다.
| School                                     | Acronym |
| ------------------------------------------ | ------- |
| Western Academy of Beijing                 | WAB     |
| International School of Beijing            | ISB     |
| Seoul Foreign School                       | SFS     |
| Canadian Academy Kobe                      | CA      |
| Shanghai American School Pudong            | SASPD   |
| Shanghai American School Puxi              | SASPX   |
| Hong Kong International School             | HKIS    |
| United Nations International School        | UNIS    |
| Brent International School Manila          | Brent   |
| Concordia International School Shanghai    | CISS    |
| American International School of Guangzhou | AISG    |
| Taejon Christian International School      | TCIS    |